# Campionato centramericano femminile di pallacanestro 2021
Il 23º Campionato dell'America Centrale e Caraibico Femminile di Pallacanestro FIBA (noto anche come FIBA Centrobasket for Women 2021) si è svolto dal 24 al 28 marzo del 2021 a San Salvador a El Salvador. Il torneo è stato vinto dalla nazionale portoricana.
I FIBA Centrobasket sono una manifestazione contesa dalle squadre nazionali di Messico, Centro America e Caraibi, organizzata dalla CONCENCABA (Confederazione America Centrale e Caraibi), nell'ambito della FIBA Americas.

## Squadre partecipanti
- Costa Rica
- El Salvador
- Isole Vergini Americane
- Porto Rico
- Rep. Dominicana

## Classifica finale
| Pos | Squadra | V-P |
| --- | --- | --- |
|     | Porto Rico1 Meléndez, 3 de León, 4 González, 5 Rosado, 7 K. Quiñones, 9 Gibson, 10 Stinson, 25 I. Quiñones, 28 Lozada-Cabbage, 32 Zapata, 55 Benítez, 91 González, All. Jerry Batista |     |
|     | Isole Vergini Americane4 Jones, 5 Matthew, 6 Frett, 7 Bough, 8 Ngongba, 9 Tate, 11 George, 12 Barry, 14 Richards, All. Tajama Ngongba                                                 |     |
|     | Rep. Dominicana1 Hernández, 2 Marte, 3 Ramírez, 4 Zapata, 5 Morton, 7 Evangelista, 9 Capellán, 10 Jiménez, 14 Rodríguez, 15 Monsac, 21 Colomé, 23 Abreu, All. Ariel Portuondo         |     |
| 4   | El Salvador1 Noyola, 3 Hernández, 4 Cubías, 5 Tejada, 7 Alvarado, 9 Vega, 10 Murcia, 12 Calderón, 14 Funes, 22 Villalobos, 24 Tévez, 77 Méndez, All. José Santana                     |     |
| 5   | Costa Rica3 Cubero, 5 Gálvez, 7 Jiménez, 8 Alvarado, 9 González, 10 Quesada, 11 Batancourt, 12 Castro, 13 Reyna, 15 M. Mora, 26 A. Mora, 77 Alfaro, All. Cristian Chavarría           |     |